# Ascogaster palpalis
Ascogaster palpalis är en stekelart som beskrevs av Szepligeti 1905. Ascogaster palpalis ingår i släktet Ascogaster och familjen bracksteklar. Inga underarter finns listade.